# VMajakovskij
VMajakovskij (russisk: ВМаяковский) er en russisk spillefilm fra 2019 af Aleksandr Sjejn.

## Medvirkende
- Tjulpan Khamatova som Lilja Brik
- Jurij Kolokolnikov som Vladimir Majakovskij
- Ljudmila Maksakova
- Jevgenij Mironov som Jakov Agranov
- Mikhail Jefremov som David Burljuk